# Carabau
Carabau ist ein osttimoresischer Suco im Verwaltungsamt Bobonaro (Gemeinde Bobonaro).

## Geographie

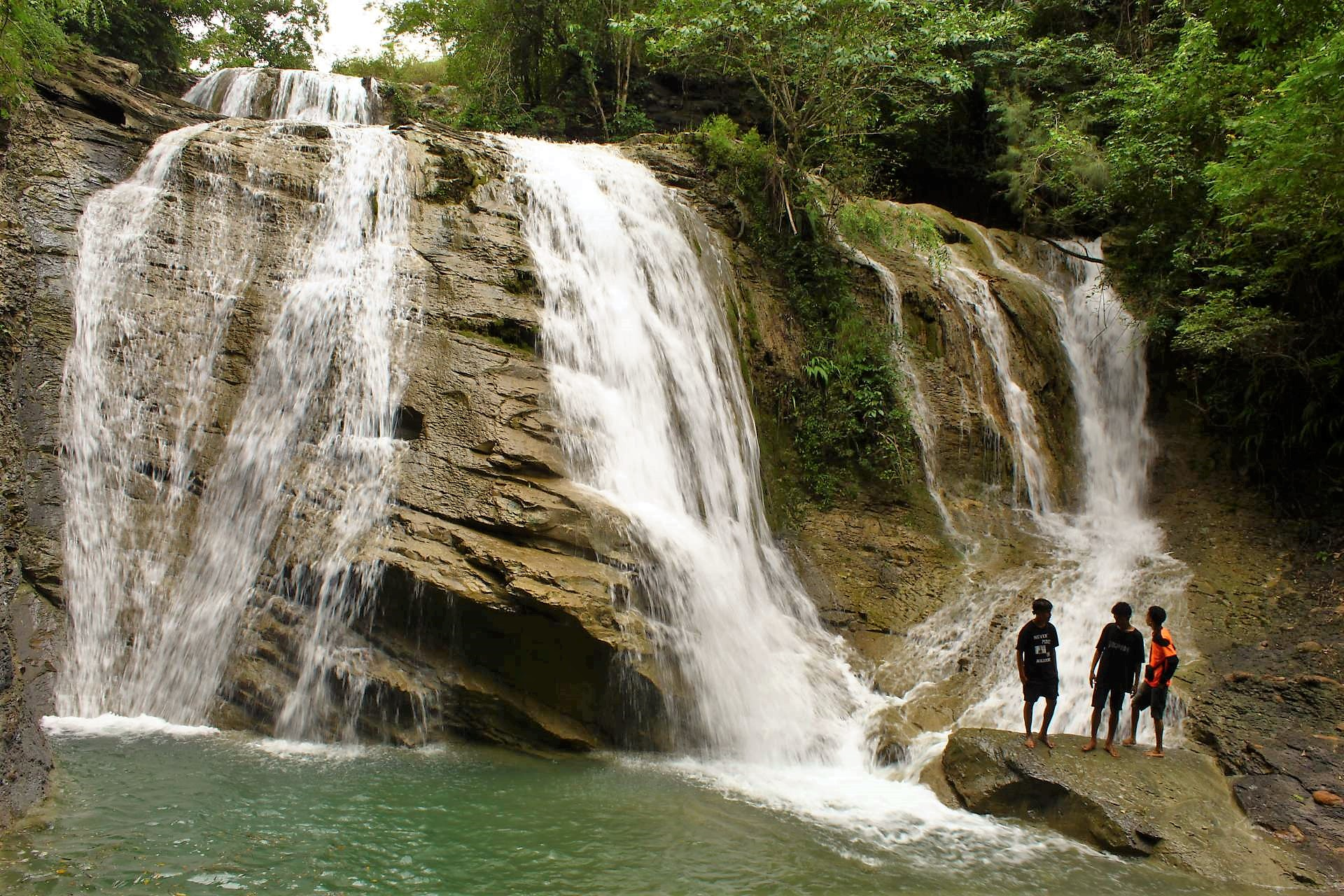
Der Wasserfall Tasibalu in der gleichnamigen Aldeia

Carabau liegt im Nordosten des Verwaltungsamts Bobonaro. Westlich befindet sich der Suco Lourba und nördlich die Sucos Tebabui und Cota Bo’ot. Im Osten und Süden grenzt Carabau an das zur Gemeinde Cova Lima gehörende Verwaltungsamt Zumalai mit seinen Sucos Mape und Lepo. Die Nordgrenze bildet der Babalai, ein Nebenfluss des Marobo.  Im Zentrum von Carabau liegen die Quellen des Loumea, der nach Westen abfließt. Die Überlandstraße, die vom Norden nach Zumalai führt, überquert hier über eine Brücke den Fluss.
Der Udu-Ai (880 m, Lage) im Nordwesten ist der höchste Gipfel im Suco, aber nach Osten hin steigt das Land auf über 1500 m an. Die Gipfel dieser Berge liegen aber bereits in Zumalai. Im Suco gibt es mehrere Wasserfälle, so den Tasibalu.
Carabau hat eine Fläche von 9,81 km² und teilt sich in die fünf Aldeias Atumnaro, Carabau, Nunubuti, Tasibalu und Udu-Ai (Uduai).

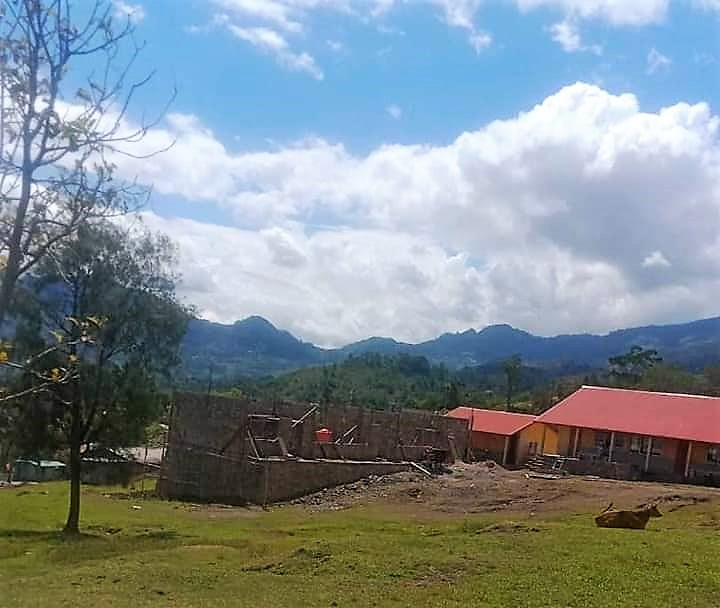
Bau der Vorschule in Carabau (2021)

An der Überlandstraße, die durch den Westen Carabaus führt, liegen die Dörfer Udu-Ai und Tasibalu. Im Norden zweigen zwei kleinere Straßen nach Osten ab und führen zu den Orten Atumnaro und Carabau. Noch weiter östlich liegt abseits das Dorf Nunubuti.
In Carabau, Tasibalu und Udu-Ai befinden sich jeweils Grundschulen. Die Kapelle Nossa Senhora de Fatima Carabau und der Markt von Carabau liegen in Udu-Ai, ebenso der Sitz des Sucos. Auf dem Berg Udu-Ai steht eine Sendeanlage der Telkomcel.

## Einwohner
Im Suco leben 2.529 Einwohner (2022), davon sind 1.230 Männer und 1.299 Frauen. Im Suco gibt es 445 Haushalte. Über 95 % der Einwohner geben Kemak als ihre Muttersprache an. Kleine Minderheiten sprechen Tetum Prasa, Tetum Terik oder Bunak.

## Politik
Bei den Wahlen von 2004/2005 wurde Abel Noronha dos Santos zum Chefe de Suco gewählt und 2009 in seinem Amt bestätigt. Bei den Wahlen 2016 gewann Manuel B. Noronha und 2023 Teotonio de Carvalho Marques.